# Вестмінстер (Массачусетс)
Вестмінстер (англ. Westminster) — місто (англ. town) в США, в окрузі Вустер штату Массачусетс. Населення — 8213 особи (2020).

## Демографія
Згідно з переписом 2010 року, у місті мешкало 7277 осіб у 2716 домогосподарствах у складі 2047 родин. Було 2960 помешкань
Расовий склад населення:
| - 96,3 % — білих - 1,0 % — азіатів - 0,9 % — чорних або афроамериканців - 0,2 % — корінних американців |

До двох чи більше рас належало 1,1 %. Частка іспаномовних становила 2,7 % від усіх жителів.
За віковим діапазоном населення розподілялося таким чином: 23,6 % — особи молодші 18 років, 64,9 % — особи у віці 18—64 років, 11,5 % — особи у віці 65 років та старші. Медіана віку мешканця становила 42,8 року. На 100 осіб жіночої статі у місті припадало 100,1 чоловіків;  на 100 жінок у віці від 18 років та старших — 98,7 чоловіків також старших 18 років.
Середній дохід на одне домашнє господарство  становив 113 838 доларів США (медіана — 100 071), а середній дохід на одну сім'ю — 118 215 доларів (медіана — 109 714). Медіана доходів становила 76 795 доларів для чоловіків та 60 864 долари для жінок. За межею бідності перебувало 1,6 % осіб, у тому числі 0,0 % дітей у віці до 18 років та 0,0 % осіб у віці 65 років та старших.
Цивільне працевлаштоване населення становило 4251 особа. Основні галузі зайнятості: освіта, охорона здоров'я та соціальна допомога — 27,7 %, виробництво — 17,5 %, науковці, спеціалісти, менеджери — 12,7 %, роздрібна торгівля — 8,8 %.